# Торшин, Виктор Васильевич
Виктор Васильевич Торшин (21 марта 1948, Берлин, Советская зона оккупации Германии — 20 августа 1993, Минск, Белоруссия) — советский и белорусский спортсмен-стрелок, специализировавшийся в пулевой стрельбе из пистолета и револьвера. Майор. Заслуженный мастер спорта СССР (1974). Бронзовый призер Олимпийских игр 1972 года. Участник Олимпийских игр 1976 года (11 место). Пятикратный чемпион мира (1974, 1990 годов). Серебряный призер чемпионата мира (1990 год). Двукратный бронзовый призер чемпионатов мира (1974 и 1989 годов). Трехкратный чемпион Европы (1975, 1989 годов). Четырехкратный серебряный призер Европы (1971, 1975, 1989 годы). Двукратный бронзовый призер Европы (1977, 1989 годов). 21-кратный чемпион СССР (1969, 1971, 1973, 1974, 1976, 1977, 1988, 1989, 1990), 11-кратный серебряный (1970, 1971, 1972, 1974, 1975, 1978, 1979, 1980, 1988, 1989) и 7-кратный бронзовый призер (1970, 1973, 1977, 1978, 1981, 1989) чемпионатов СССР. Рекордсмен мира, Европы, СССР и Республики Беларусь. Награжден государственной наградой — медалью «За трудовую доблесть» (1972).

## Биография
Родился в семье военнослужащего в 1948 году в Берлине. Он был старшим братом для своих двух младших братьев, для которых был примером и гордостью. Семья вместе с отцом-фронтовиком постоянно переезжала к местам службы (Прибалтика, Берлин, Дрезден, Саратов, Чапаевск, Оренбург). Детство, проведенное практически в казармах воинских частей, когда ребенка зачастую оставляли на попечение дежурного по части, который давал ребенку подержать в руках оружие оставило неизгладимое впечатление и привило любовь к оружию.
Тренироваться Виктор начал в Оренбурге в 1961 года, еще в школьные годы, в обществе «Динамо» у опытного тренера Николая Григорьевича Мухина, которому впоследствии за подготовку Виктора было присвоено звание «Заслуженный тренер РСФСР» в 1975 году. Он все свободное время проводил в стрелковом тире, а по окончании школы устроился в тир работать инструктором.
Закончив оренбургскую школу № 2 (ныне — гимназия № 2), с 1968 по 1970 учился в Оренбургском высшем зенитном ракетном училище, где в 1969 был включен в сборную СССР по пулевой стрельбе, а в 1970 году выполнил норматив «мастера спорта международного класса».
Несколько лет прослужив в Оренбургском училище после выпуска, Виктор был переведен в Москву, в ЦСКА. Затем был переведен в Минское высшее инженерное зенитное ракетное училище ПВО и с 1976 года на внутрисоюзных соревнованиях стал выступать за Белорусскую ССР. Спортивными достижениями прославил военное училище.
На Олимпиаде в Мюнхене завоевал бронзовую олимпийскую медаль, первую в истории Оренбуржья. За данный спортивный успех награжден медалью «За трудовую доблесть». А в 1974 году ему присвоено звание заслуженный мастер спорта СССР. Огромную поддержку ему оказывали родители, первая жена, Лариса и дочь Наталья, и вторая семья, супруга Людмила и дочь Полина.
Главным достоинством стрелка В.Торшина были абсолютная спокойствие и уверенное выступление практически во всех упражнениях пулевой стрельбы из пистолета. Он был командным спортсменом, что особо ярко проявилось в 1974 году, когда на чемпионате мира он взял 4 «золота» и 1 «бронзу» в трех упражнениях.
Спортсмен-стрелок Михаил Зюбко вспоминал: «В 1971 году на чемпионате Европы в германском Зуле, во время тренировки, у Виктора Торшина лопнул затвор на его ХР-64. Произошло это накануне соревнований. Вечером, расстроенный Виктор приехал в гостиницу, считая, что соревнования для него закончились не начавшись. А оружейный мастер А. П. Данилов остался на стрельбище. Уже в семь вечера, когда у немцев закончился рабочий день, нашёл где-то аргонную сварку, заварил трещину, всю ночь зачищал наплывы металла, подгонял, отстреливал пистолет, проверяя автоматику, и на утро вручил исправленное оружие Торшину. Виктор отстрелял всё упражнение без задержек и стал призёром чемпионата Европы».
Другой случай, характеризующий Торшина, описывает А. П. Данилов, оружейный мастер сборной СССР: «…другой наш спортсмен — 24-летний Виктор Торшин из Оренбурга (самый молодой стрелок в команде) выдержал труднейшее испытание. Был в первый день момент, когда он чуть не дрогнул, но вовремя взял себя в руки и завершил выступление отличной четырехсекундной серией — 50 очков из 50. Во второй день Виктор стрелял еще увереннее и, набрав хорошую сумму — 593 очка, спокойно ожидал, чего же добьются другие претенденты на высокие места».

## Спортивные достижения
Главные спортивные успехи (медали) на международной арене
1971 — Чемпионат Европы (г. Зуль, ГДР); Скоростная стрельба из пистолета на 25 метров — 2 место;
1972 — Олимпиада в г. Мюнхене; Скоростная стрельба из пистолета на 25 метров — 3 место;
1974 — Чемпионат мира (г. Тун, Швейцария):
* Скоростная стрельба из пистолета на 25 метров — 3 место;
* Скоростная стрельба из пистолета на 25 метров (коман.) — 1 место;
* Стандартный пистолет на 25 метров — 1 место;
* Стандартный пистолет на 25 метров (коман.) — 1 место; Рекорд мира, Европы и СССР!
* Крупнокалиберный револьвер на 25 метров (коман.) — 1 место;
1975 — Чемпионат Европы (г. Бухарест, Румыния):
* Скоростная стрельба из пистолета на 25 метров (коман.) — 1 место;
* Крупнокалиберный пистолет на 25 метров — 2 место;
* Крупнокалиберный револьвер на 25 метров (коман.) — 1 место;
1976 — Олимпиада в г. Монреале; Скоростная стрельба из пистолета на 25 метров — 11 место;
1977 — Чемпионат Европы — Крупнокалиберный револьвер на 25 метров (коман.) — 3 место;
1989 — Кубок мира (г. Мюнхен, Германия); Скоростная стрельба из пистолета на 25 метров — 3 место;
1989 — Чемпионат Европы (г. Загреб, Югославия):
* Крупнокалиберный револьвер на 25 метров — 2 место;
* Крупнокалиберный револьвер на 25 метров (коман.) — 1 место;
* Скоростная стрельба из пистолета на 25 метров (коман.) — 3 место;
* Стандартный пистолет на 25 метров (коман.) — 2 место;
1990 — Чемпионат мира (г. Москва); Скоростная стрельба из пистолета на 25 метров (коман.) — 1 место;
1990 — Кубок мира (г. Цюрих, Швейцария); Скоростная стрельба из пистолета на 25 метров — 2 место.
На протяжении 20 лет, с 1971 по 1990 годы, Виктор был в группе сильнейших стрелков мира. Михаил Зюбко высоко оценивает спортивные достижения и личные качества Виктора Торшина: «В истории отечественной пулевой стрельбы было немало спортсменов, к которым специалисты, любители этого вида спорта и сами стрелки относятся с особым уважением: Борис Андреев, Анатолий Богданов, Иоган Никитин, Григорий Косых, Геннадий Лущиков, Игорь Бакалов, Виктор Торшин, Виктор Пархимович, Афанасий Кузьмин, Артём Хаджибеков, Михаил Неструев, Марина Логвиненко… Именно они принесли всемирную славу отечественной школе пулевой стрельбы — виду спорта, который был представлен на всех олимпиадах и по числу спортсменов в нашей стране, когда-либо принимавших участие в этих соревнованиях, уступает только лёгкой атлетике и лыжам. Их достижения и рекорды всегда были предметом гордости, снискали заслуженный международный авторитет».

## Жизнь после спортивной карьеры, память
Завершив спортивные выступления, создал с друзьями фирму и участвовал в развитии модемных компьютерных сетей, предвестников Интернета в России.
Трагически погиб от несчастного случая 20 августа 1993 года в Минске, где и похоронен.
В память о Викторе Торшине в Оренбурге ежегодно проходит первенство области по стрельбе из пневматического оружия, периодически проходят турниры в Республике Беларусь.